# Spianate
Spianate è una frazione del comune italiano di Altopascio, nella provincia di Lucca, in Toscana.

## Geografia fisica
La frazione è situata a sud-est del capoluogo comunale di Altopascio, al confine con i comuni di Ponte Buggianese, Fucecchio e Castelfranco di Sotto, nel punto dove si incontrano quattro province (Lucca, Pistoia, Firenze e Pisa). È posta nella pianura delle Cerbaie nei pressi della storica strada di collegamento della Val di Nievole, a nord della base dei colli più settentrionali delle Cerbaie.
Dista circa 3 km dal capoluogo comunale e poco più di 15 km da Lucca.

## Storia
Il borgo delle Spianate nacque tra il XV e il XVI secolo quando venne edificata nella piana tra Altopascio e le Cerbaie una chiesa parrocchiale dedicata a san Michele Arcangelo, portando vivacità e aggregazione in questo luogo. In una relazione ministeriale del 1623 si legge che in questo anno gli uomini delle Spianate vennero esonerati dall'obbligo di recarsi processionalmente a Montecarlo nei giorni di Sant'Andrea, di San Sebastiano e di Santa Maria Maddalena e in altre solennità dell'anno. Il borgo aumentò sensibilmente i propri abitanti, anche grazie al fatto di essere posto lungo la via regia traversa di Val di Nievole; nel 1745 le Spianate contavano 783 abitanti, aumentati a 1 339 al 1833.
Storicamente parte del comune di Montecarlo, il 1º luglio 1881 fu aggregata insieme ad Altopascio e Marginone per andare a formare il nuovo comune di Altopascio.

## Monumenti e luoghi d'interesse

### Architetture religiose
L'edificio più significativo della frazione è la chiesa parrocchiale di San Michele Arcangelo, situata al centro del paese. La chiesa fu costruita nel 1494 utilizzando i materiali dell'antico convento benedettino di San Nazario alle Cerbaie, presso la borgata di Querce, e rialzata nel 1616 su iniziativa del comune di Montecarlo e del granduca Cosimo II de' Medici. Danneggiata da un incendio nel 1874, è stata interamente ricostruita nei due anni successivi. Il campanile è stato rialzato nel 1893.

## Geografia antropica
Oltre al centro abitato delle Spianate, la frazione comprende anche alcune località abitate dell'area sud-orientale del territorio comunale che vertono su di esso, per un totale di circa 3 356 abitanti. Si tratta delle località di Bartoloni, Biagioni, Cascine Berti, Checi, Chiappini, Fabbri, Frattino, Gelsa, Gennarino, Mazzanti, Nardi, Tonini, Torre Salese, Tronci, Seghetti. La frazione comprende anche metà della località di Chimenti, che per l'altra metà è compresa nel comune di Castelfranco di Sotto.